# Nokia 6310

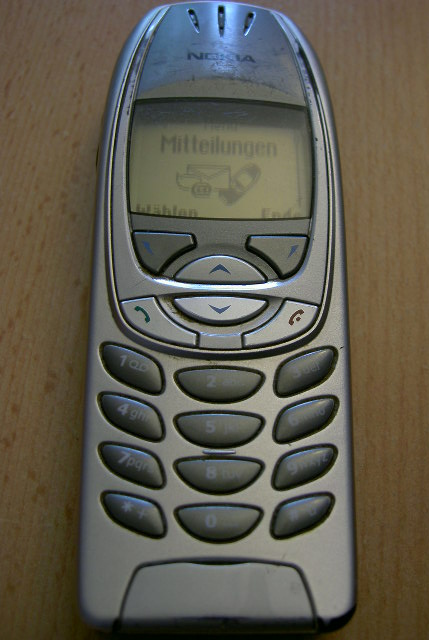
Nokia 6310

Nokia 6310 – model telefonu komórkowego firmy Nokia.
Aparat należał do linii telefonów biznesowych. Wyposażony był m.in. w akumulator litowo-polimerowy oraz łącza bezprzewodowe (IrDA, Bluetooth). Model 6310 został szybko zastąpiony ulepszonym modelem Nokia 6310i, dlatego liczba wyprodukowanych egzemplarzy tego telefonu jest stosunkowo niewielka.

## Dane techniczne

### Czas czuwania (maksymalny)
- 432 godz

### Czas rozmowy (maksymalny)
- 430 min

## Funkcje dodatkowe
- Kalendarz
- Stoper
- Alarm
- Budzik
- Data
- Zegar
- Organizer
- SyncML
- IRDA
- Bluetooth
- GPRS

## Ciekawostki
- Różnice pomiędzy Nokia 6310 a Nokia 6310i:[1][2]

1. Kolor podświetlenia: 6310 – zielony, 6310i – błękitny
2. Java: 6310 – NIE, 6310i – TAK
3. Zakresy: 6310 – 900/1800 MHz, 6310i – 900/1800/1900 MHz
4. Pamięć wybieranych numerów: 6310 – 10, 6310i – 20